# Campeonato Europeu de Hóquei em Patins Masculino de 2025
O Campeonato Europeu de Hóquei em Patins Masculino de 2025 é a 56ª edição do Campeonato Europeu de Hóquei em Patins, organizado pela World Skate Europe – Rink Hockey
Disputar-se-á de 1 a 6 de Setembro, em Paredes e no Pavilhão Rota dos Móveis Portugal.
Qualificação para o Campeonato do Mundo de Hóquei em Patins Masculino de 2026, integrada na quinta edição dos Jogos Mundiais de Patinagem. Que se vai realizar em Assunção, Paraguai

## Fase Grupo
Fonte: https://wse.sidgad.com/